# Forcipomyia ishizuchiensis
Forcipomyia ishizuchiensis är en tvåvingeart som först beskrevs av Udaka 1959.  Forcipomyia ishizuchiensis ingår i släktet Forcipomyia och familjen svidknott. Inga underarter finns listade i Catalogue of Life.